# Prędkość wznoszenia

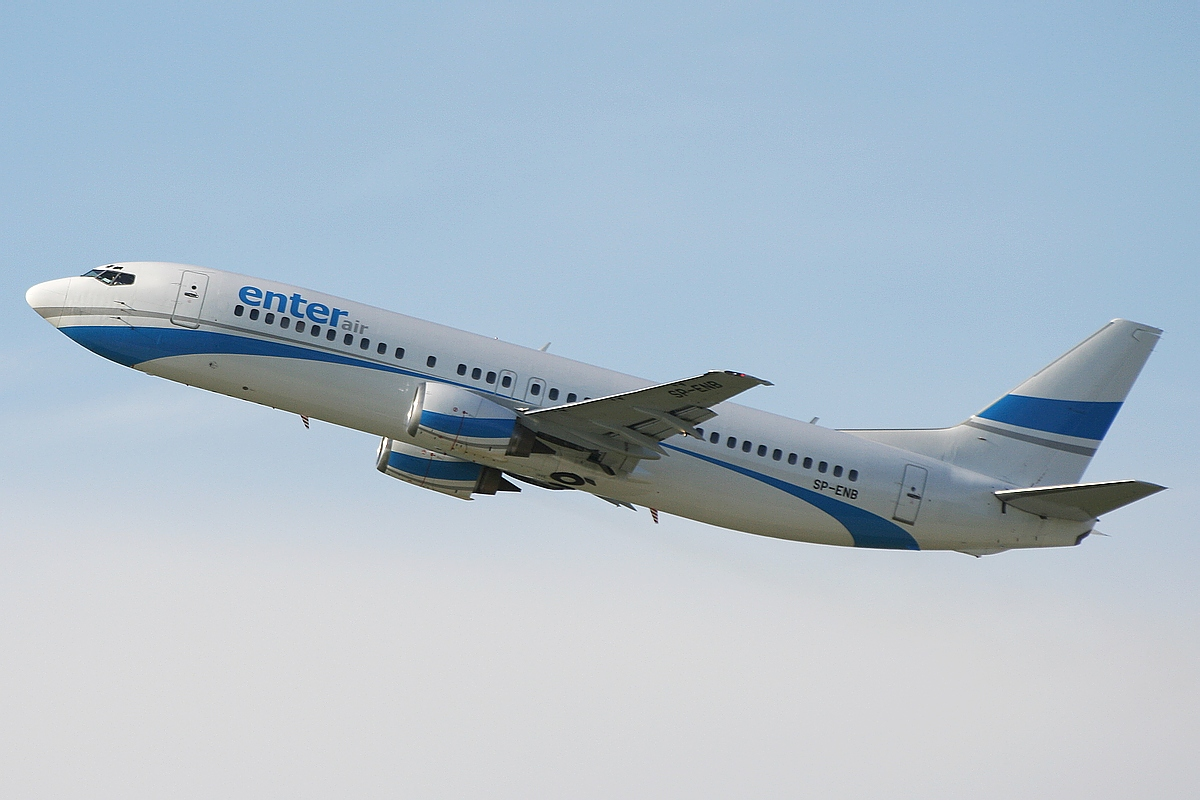
Boeing 737 Enter Air podczas wznoszenia

Prędkość wznoszenia – prędkość pionowa, podawana w m/s, m/min lub ft/min, która w normalnych warunkach występuje w fazie lotu statku powietrznego, określanej terminem wznoszenie. Charakteryzuje się zwiększaniem odległości pomiędzy statkiem powietrznym a ziemią w czasie.
Prędkość wznoszenia jest mierzona wariometrem w prostych konstrukcjach lub za pomocą centrali aerometrycznej (w większości polskich samolotów), w której wartości ciśnień: dynamicznego i statycznego zamieniane są na odpowiadające im wartości napięciowe. Zobrazowanie prędkości wznoszenia może być wtedy realizowane na prostych wskaźnikach elektronicznych lub zintegrowanych z innymi.
Przeciwną (ale w zasadzie taką samą) prędkością jest prędkość zniżania, która występuje podczas zmniejszania odległości pomiędzy statkiem powietrznym a ziemią w czasie.